# Gunniopsis septifraga
Gunniopsis septifraga är en isörtsväxtart som först beskrevs av Ferdinand von Mueller, och fick sitt nu gällande namn av R.J. Chinnock. Gunniopsis septifraga ingår i släktet Gunniopsis och familjen isörtsväxter. Inga underarter finns listade i Catalogue of Life.